# بخش سانلی
بخش سانلی (به فرانسوی: Arrondissement de Senlis) یک بخش در فرانسه است که در اوآز واقع شده‌است.